# Corvus brachyrhynchos
El cuervo americano (Corvus brachyrhynchos) es una especie de ave passeriforme de la familia Corvidae. Es un ave grande comúnmente encontrado por toda Norteamérica sobre todo en áreas urbanas como ciudades, jardines y parques.
El cuervo americano es una de las muchas especies de cuervos totalmente negros, pero puede ser distinguido de otras dos, del cuervo grande (Corvus corax) por su tamaño, debido a que estos son un poco más grandes y tienen el pico más pronunciado, y del Corvus ossifragus por su llamado.
Los cuervos americanos son comunes y adaptables, pero son muy susceptibles al virus del Nilo Occidental. Son monitoreados como especie indicadora. Hasta la fecha no se han encontrado transmisiones directas del virus de cuervos americanos a seres humanos.

## Descripción

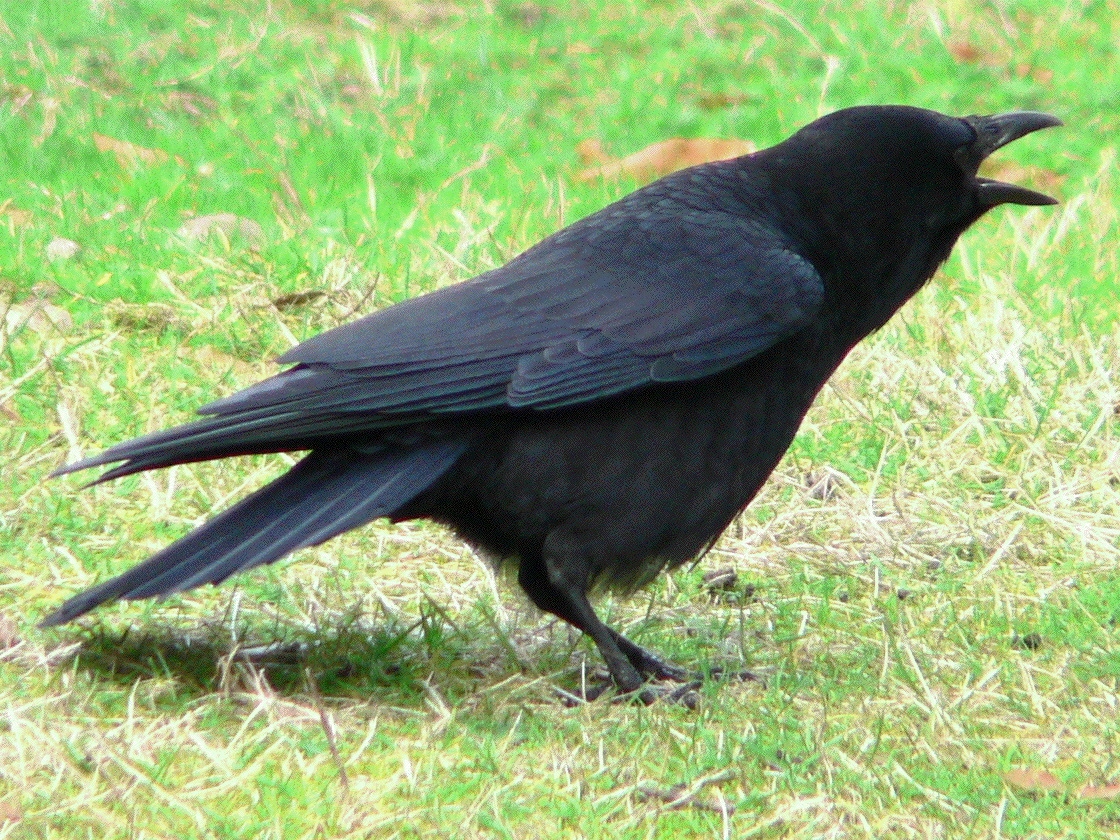
Un cuervo americano.

El cuervo americano es un ave con plumas negras iridiscentes con unos reflejos turquesas, sobre todo su cuerpo. Sus piernas y patas también son negras o gris oscuras. Miden de 40 a 50 cm, de los cuales la cola ocupa un 40 %. Cada ala es de alrededor de 27 a 34 cm de larga. La longitud del pico es de alrededor de 5 cm, variando el tamaño de acuerdo a la localización.
El llamado más común es fuerte, corto y rápido: "Caah-caah-caah" (Véase el ejemplo de sonido). Usualmente, los cuervos americanos mueven sus cabezas de arriba abajo al realizar su llamado. Los cuervos americanos producen también una gran variedad de sonidos y algunas veces hacen sonidos mímicos hechos por otros animales, incluyendo a otras aves.
La diferenciación con el Corvus Corax es que el cuervo americano es un poco más pequeño y el otro es un poco más grande, el pico del cuervo americano es un poco delgado y plano sin unas plumitas resaltantes, mientras el pico del Corvus Corax es un poco grueso y curvado y con unas plumitas resaltantes encima de su pico y su cuello, las plumas del cuervo americano (Corvus Brachyrhynchos) son menos brillantes y brillan de un turquesa a negro a la luz del sol, prefieren vivir en paisajes urbanos como ciudades,parques o jardines, las del cuervo grande (Corvus Corax) son muy brillantes,teniendo unas tonalidades azules o púrpuras a la luz del sol, prefieren vivir en áreas salvajes como bosques templados con montañas, taigas o tundras, la cola del cuervo americano (Corvus Brachyrhynchos) tiene forma de abanico y viven en bandadas, las del Corvus Corax tienen forma de V y viven en parejas.
Tanto el Cuervo Americano (Corvus Brachyrhynchos) cómo el Cuervo Grande (Corvus Corax) son aves muy inteligentes y listas.
La diferenciación visual con el Corvus Ossifragus es extremadamente difícil y muchas veces imposible. Sin embargo, las diferencias además del tamaño existen. Los Corvus ossifragus tienden a tener patas y picos más delgados. Los Corvus Ossifragus también tienen la apariencia de tener las patas más cortas al caminar.

## Taxonomía
El cuervo americano fue descrito por Christian Ludwig Brehm en 1822. Su nombre científico literalmente significa Cuervo de pico corto, del griego antiguo brach (βραχυ) ‘corto’ y rhynchos (ρυνχος) ‘pico’.
El Corvus caurinus está muy relacionado con el cuervo americano. Sus ancestros fueron separados durante la edad de hielo al oeste de las Montañas Rocosas.
Cuatro subespecies son reconocidas. Difieren en la proporción del pico y forman una clina de noreste a suroeste por todo Norteamérica. Los cuervos son más pequeños en el oeste y en la costa sur.
- Corvus brachyrhynchos brachyrhynchos: Noreste de Estados Unidos y este de Canadá, es el más grande de las subespecies.
- Corvus brachyrhynchos hesperis – Cuervo del Oeste: Noroeste de Norteamérica excepto la zona ártica, Pacífico noroeste. Más pequeños, con un pico y voz proporcionales al tamaño.
- Corvus brachyrhynchos pascuus – Cuervo de Florida: Florida. Tamaño medio, alas cortas pero con pico y patas largas.
- Corvus brachyrhynchos paulus: Sureste de Estados Unidos. Más pequeño en todo, el pico también es más chico.

## Ecología

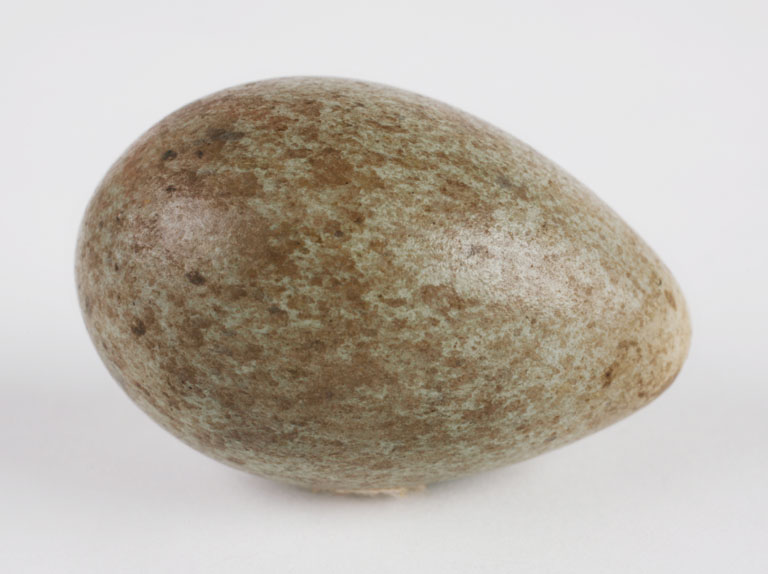
Huevo de Corvus brachyrhynchos en la colección del Museo de los Niños de Indianápolis.

El cuervo americano se extiende desde el océano Pacífico hasta el océano Atlántico, en Canadá desde las islas de San Pedro y Miguelón hasta el sur de Estados Unidos y el norte de México.
Virtualmente el cuervo americano habita en todos los hábitats de Norteamérica, a excepción de los bosques templados del Pacífico y de la tundra. El cuervo americano es un residente permanente en la mayoría de Estados Unidos, pero la mayoría de los canadienses migran hacia el sur durante invierno.
La mayoría de los cuervos americanos silvestres viven de siete a ocho años. Los cuervos cautivos pueden vivir hasta treinta años.

## Alimentación
Los cuervos americanos son omnívoros. Se alimenta de cualquier clase de invertebrados, carroña, restos de comida humana, semillas, huevos, peces y varios granos. Los cuervos americanos cazan animales pequeños tales como ratones y ranas, entre otros. En otoño e invierno, la dieta de los cuervos americanos se vale de nueces. Ocasionalmente, visitan comederos de pájaros.
El cuervo americano es una de las pocas especies de aves que ha sido observada usando pequeñas herramientas para obtener comida.